# FIBA Women's World League
La FIBA Women's World League (in italiano: Lega Mondiale delle Donne FIBA) è stata una competizione di basket femminile tenutasi con cadenza annuale e organizzata dalla Federazione Internazionale dal 2003 al 2007, che coinvolgeva le migliori formazioni di ogni continente.
Nel 2003 si è disputato a Samara, nel 2004 sia nella città del circondario del Volga che a San Pietroburgo, nel 2005 di nuovo soltanto a Samara, nel 2006-2007 a Ekaterinburg.
La competizione è stata approvata nella riunione della FIBA a San Juan nel maggio 2003. La Federazione ne ha assegnato l'organizzazione alla Russia dal 2004 al 2008. L'evento del 2003, chiamato FIBA Women's World Cup, era considerato un'edizione pilota, a cui hanno preso parte otto formazioni (due russe, più le vincitrici delle coppe dei campioni continentali), con l'obiettivo di allargare la partecipazione ad altre società.

## Albo d'oro
| Anno               | Sede finale            | Vincitrice      | Risultato | Finalista      |
| ------------------ | ---------------------- | --------------- | --------- | -------------- |
| 2003 Dettagli      | Samara                 | VBM-SGAU        | 72-68     | WNBA All-Stars |
| 2004 Dettagli      | Samara/San Pietroburgo | VBM-SGAU        | 78-72     | Lotos Gdynia   |
| 2005 Dettagli      | Samara                 | BC Volgaburmash | 71-60     | Gambrinus Brno |
| 2006-2007 Dettagli | Ekaterinburg           | CSKA Mosca      | 75-65     | USA All-Sar    |

## Vittorie per squadra
| Squadra              | Vittorie | Secondi posti | Anni (vittorie)  | Anni (secondi posti) |
| -------------------- | -------- | ------------- | ---------------- | -------------------- |
| CSKA Mosca           | 3        | –             | 2003, 2004, 2005 | –                    |
| CSKA Mosca           | 1        | –             | 2006-2007        | –                    |
| WNBA / USA All-Stars | –        | 2             | –                | 2003, 2006-2007      |
| Arka Gdynia          | –        | 1             | –                | 2004                 |
| Brno                 | –        | 1             | –                | 2005                 |